# Elginia
Elginia ("di Elgin")  è un genere estinto di rettili erbivori, appartenente ai pareiasauri. Visse in Scozia e in Cina durante il Permiano.

## Descrizione
A differenza di giganti come Scutosaurus, questo rettile era molto piccolo, solo 60 centimetri. Però possedeva una caratteristica insolita: un collare osseo con sopra numerose spine. Il loro uso era probabilmente difensivo.